# Mazaripalm
Mazaripalm (Nannorrhops ritchieana) är en enhjärtbladig växtart som först beskrevs av William Griffiths, och fick sitt nu gällande namn av James Edward Tierney Aitchison. Nannorrhops ritchieana ingår i släktet Nannorrhops, och familjen Arecaceae. Inga underarter finns listade i Catalogue of Life.
Det latinska namnet är ofta felstavat som Nannorrhops ritchiana utan e.

## Bildgalleri

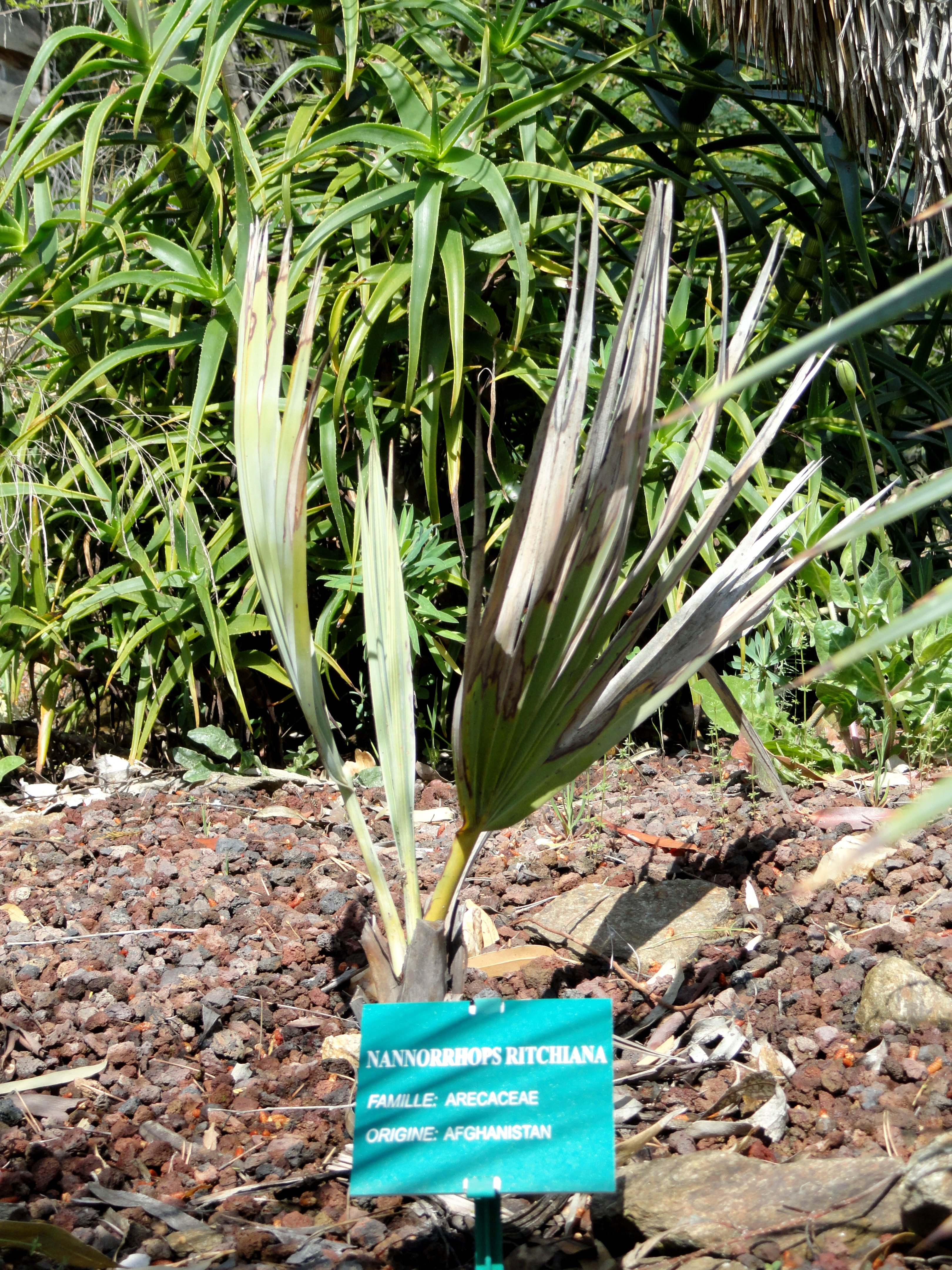
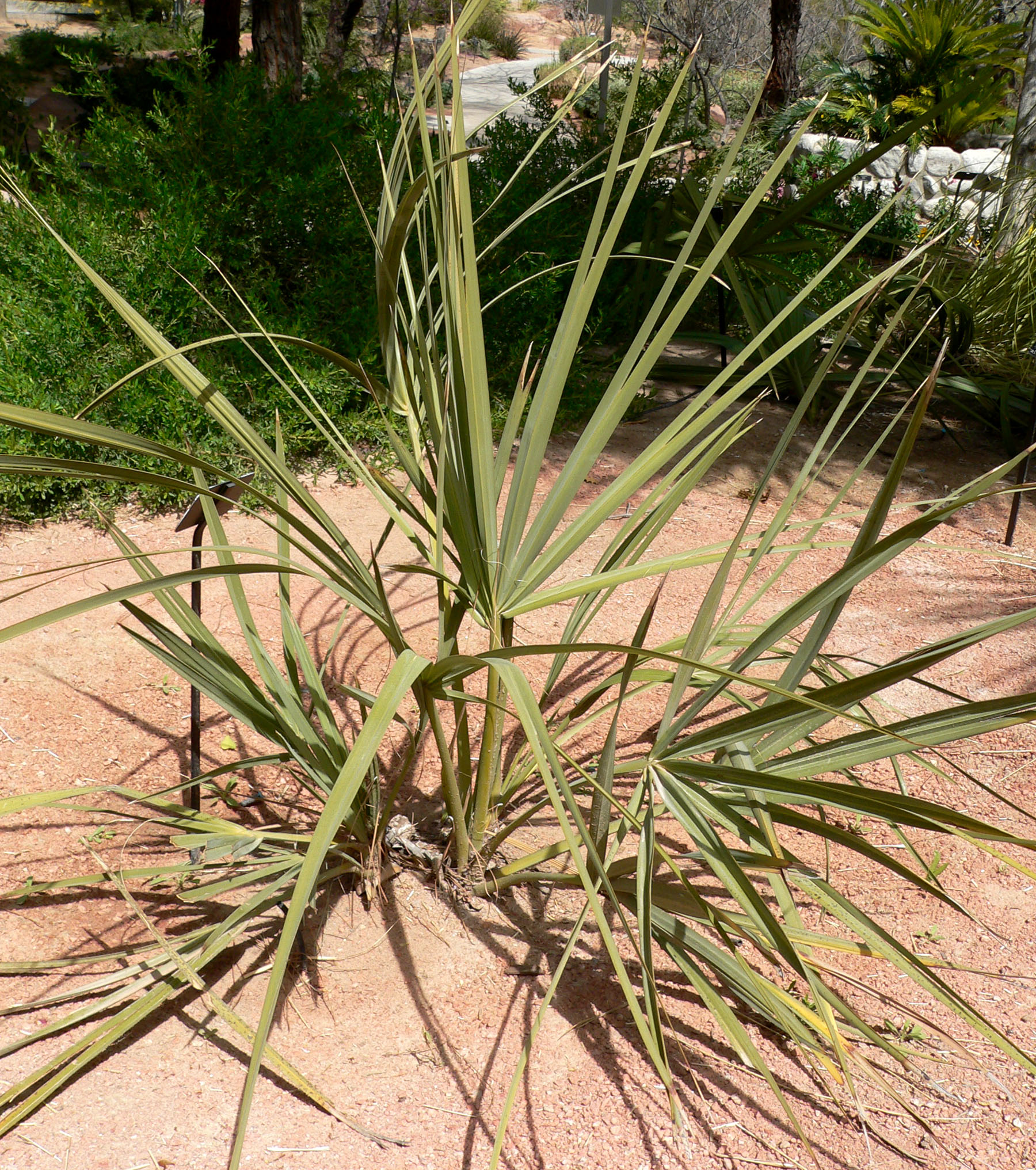
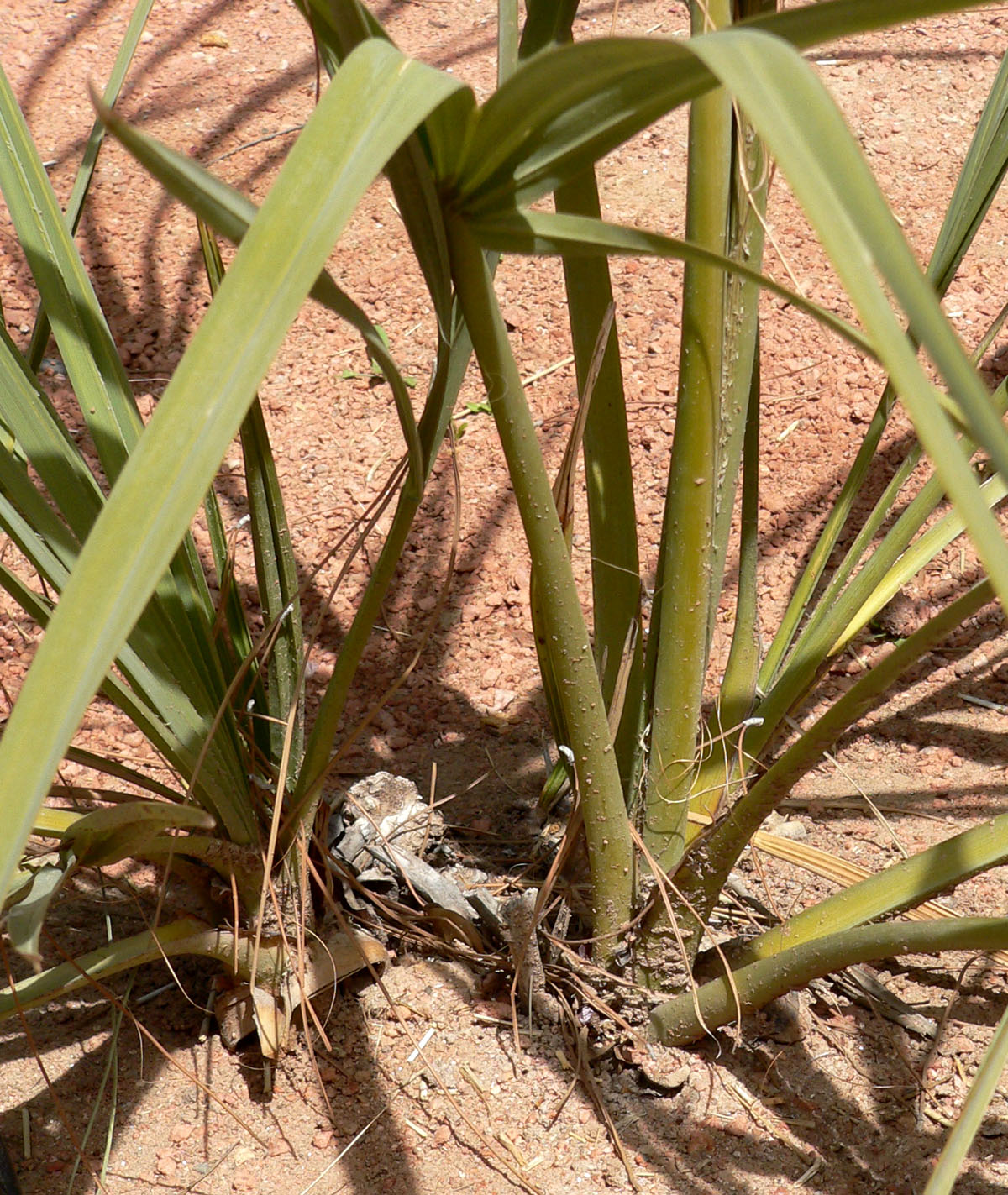